# Tegürai csata
A tegürai csata a Kr. e. 4. század elején Spárta és Thébai közti háborúk fontos összecsapása volt, a sorsdöntő leuktrai csata fontos előzménye.
A Melasz folyó mocsarai közelében vívott csatában Kr. e. 375-ben Thébai Pelopidasz vezette háromszáz hoplitája szétverte a spártaiak Lokrisz megtámadásából visszatérő, jóval nagyobb seregét. „Addig soha nem volt rá példa, hogy számbeli fölényben levő vagy akár csak egyenlő erőkkel rendelkező lakedaimóniak vereséget szenvedtek volna, sem a barbárok, sem a görögök ellen viselt háborúikban. Bátorságuk rettenthetetlen volt, s már a hírük is rémületbe ejtette ellenfeleiket, akik azonos erőviszonyok esetén sem mertek szembeszállni a spártaiakkal” - írta a csatáról Plutarkhosz.